# 阿賀浦村
阿賀浦村（あがうらむら）は、かつて新潟県中蒲原郡にあった村。1925年11月1日の編入合併によって消滅し、現在は新潟市秋葉区の一部となっている。
以下の記述は合併直前当時の旧阿賀浦村に関しての記述であり、現在では名称等が異なる場合がある。なお、ここに記述されていない内容に関しては新潟市などの記事を参照。

## 沿革
- 1889年（明治22年）4月1日 - 町村制施行に伴い中蒲原郡大安寺村、金沢村、中新田村が合併し、阿賀浦村が発足。
- 1925年（大正14年）11月1日 - 中蒲原郡新津町に編入され消滅。

## 地域
阿賀浦村は、合併した村名を継承する以下の大字で構成される。
大安寺（だいあんじ）
1889年（明治22年）まであった大安寺村の区域。現在の新潟市秋葉区大安寺。
東金沢（ひがしかなざわ）
1889年（明治22年）まであった金沢村の区域。現在の新潟市秋葉区東金沢。
地名は、古代に金属加工者が居住していたことに由来する。鉄漿沢（かねさわ）が転訛したともいわれる。新津町に編入後、1926年（大正15年）1月1日に東金沢に改称。
中新田（なかしんでん）
1889年（明治22年）まであった中新田村の区域。現在の新潟市秋葉区中新田。